# フレデリック・スリエ

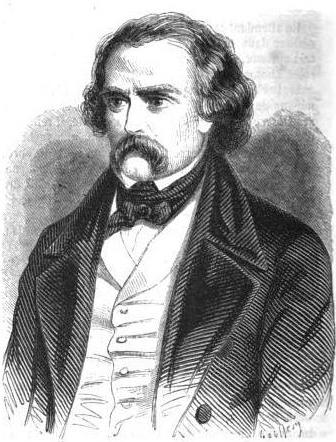
フレデリック・スリエ

フレデリック・スリエ（フランス語: Frédéric Soulié、1800年 – 1847年）は、フランス復古王政期から7月王政期にかけての小説家、劇作家。

## 略歴
1800年、フォワで生まれた。父は哲学の教授だった。最初は法律を学び、学位を修得するに至ったが、やがてパリに上京して文人の道を歩んだ。
1839年から1840年にかけて、フランス革命からルイ・フィリップ1世の治世までのフランス史三部作を著して人気を博したのち、多くのメロドラマを著して成功を収めた。最晩年の1846年に著したLa Closerie des genêtsは5時間にわたる長演劇であり、数百回上演されるという大成功を収めた。
1847年、エソンヌ県ビエーヴルで死去した。

## 著作
- Amours françaises（1824年）[2]
- Roméo et Juliette（1828年、演劇）[2]
- Christine à Fontainebleau（1829年、演劇）[2]
- Une nuit du duc de Montfort（1830年、演劇）[2]
- Nobles et bourgeois（1830年、演劇）[2]
- La Famille Lusigny（1831年、演劇）[2]
- Clotilde（1832年、演劇）[2]
- Les Deux cadavres（1832年、2巻）[2]
- Le Port de Créteil（1832年、2巻）[2]
- L’Homme à la blouse（1833年、演劇）[2]
- Le Roi de Sicile（1833年、演劇）[2]
- Une aventure sous Charles IX（1834年、演劇）[2]
- Le Magnétiseur（1834年）[2]
- Le Comte de Toulouse（1834年）[2]
- Le Vicomte de Béziers（1834年）[2]
- Les Deux reines（1835年、演劇）[2]
- Le Conseiller d’Etat（1835年）[2]
- Un été à Meudon（1836年、2巻）[2]
- Deux séjours; Province et Paris（1836年、2巻）[2]
- Romans historiques du Languedoc（1836年、2巻）[2]
- Sathaniel（1836年）[2]
- La Lanterne magique（1837年）[2]
- Les Mémoires du diable（1838年、8巻）[2]
- L’Homme de lettre（1838年、2巻）[2]
- Six mois de correspondance（1839年、2巻）[2]
- Le Maître d’école（1839年、2巻）[2]
- Diane de Chivri（1839年、演劇） - フランス史劇三部作の1作目[1]
- Le fils de la folle（1839年） - フランス史劇三部作の2作目[1]
- Le Proscrit（1840年） - フランス史劇三部作の3作目[1]
- L’Ouvrier（1840年、演劇）[2]
- Contes militaires（1840年）[2]
- Le Tombeau de Napoléon（1840年）[2]
- Gaëtan, Il Mammone（1842年）[1]
- Eulalie Pontois（1843年） - メロドラマ[1]
- Les Amants de Murcie（1844年） - ロミオとジュリエットのスペイン人版と言える作品[1]
- Huit jours au château（1844年）[2]
- Les Talismans（1845年）[1]
- Les Étudiants（1845年）[1]
- La Closerie des genêts（1846年）[1]
- Confession générale（1848年、7巻）[2]
- La Comtesse de Monrion（1848年、7巻）[2]